# Stawiszyn (gemeente)
De gemeente Stawiszyn is een stad- en landgemeente in het Poolse woiwodschap Groot-Polen, in powiat Kaliski.
De zetel van de gemeente is in Stawiszyn.
Op 30 juni 2004 telde de gemeente 7267 inwoners.

## Oppervlakte gegevens
In 2002 bedroeg de totale oppervlakte van gemeente Stawiszyn 78,27 km², waarvan:
- agrarisch gebied: 66%
- bossen: 27%

De gemeente beslaat 6,75% van de totale oppervlakte van de powiat.

## Demografie
Stand op 30 juni 2004:
| Omschrijving                   | Totaal | Totaal | Vrouwen | Vrouwen | Mannen | Mannen |
| ------------------------------ | ------ | ------ | ------- | ------- | ------ | ------ |
| eenheid                        | aantal | %      | aantal  | %       | aantal | %      |
| inwoners                       | 7267   | 100    | 3793    | 52,2    | 3474   | 47,8   |
| bevolkingsdichtheid (inw./km²) | 92,8   | 92,8   | 48,5    | 48,5    | 44,4   | 44,4   |

In 2002 bedroeg het gemiddelde inkomen per inwoner 1283,03 zł.

## Administratieve plaatsen (sołectwo)
Długa Wieś Pierwsza, Długa Wieś Druga, Długa Wieś Trzecia, Nowy Kiączyn, Petryki, Piątek Mały, Piątek Mały-Kolonia, Piątek Wielki, Pólko-Ostrówek, Werginki, Wyrów, Zbiersk, Zbiersk-Cukrownia, Zbiersk-Kolonia.

## Overige plaatsen
Łyczyn, Miedza, Stary Kiączyn, Złotniki Małe-Kolonia.

## Aangrenzende gemeenten
Blizanów, Grodziec, Mycielin, Rychwał, Żelazków